# ها یونگ-وون
ها یونگ-وون (انگلیسی: Ha Jung-won; ۲۰ آوریل ۱۹۴۲) بازیکن فوتبال اهل کره شمالی بود.
وی همچنین در تیم ملی فوتبال کره شمالی بازی کرده‌است.